# Skorpios
La isla de Skorpios (en griego: Σκορπιός) es una pequeña isla privada griega localizada en aguas del mar Jónico, cerca de la costa occidental de Grecia, y muy cerca de la costa oriental de la isla de Léucade. Según el censo de 2001 tenía una población de dos habitantes. Administrativamente pertenece a la municipalidad de Meganisi, en la prefectura de Léucade.
La isla tiene una abundante forestación que incluye coloridas especies de árboles.
Es conocida por haber sido la isla privada del magnate Aristóteles Onassis; en la misma celebró su segundo matrimonio con la ex primera dama estadounidense Jacqueline Kennedy Onassis el 20 de octubre de 1968. Al fallecer Onassis, la isla fue heredada por su hija Cristina, y a su vez al fallecer esta, por su nieta Athina Roussel. Los Onassis están enterrados en esta isla.
Actualmente, la isla es propiedad de Ekaterina Rybolovleva, hija del magnate Dmitry Rybolovlev, quien la compró a la heredera de Onassis.